# Colorina (telenovela mexicana)
Colorina es una telenovela mexicana producida por Valentín Pimstein para Televisa en 1980, historia de Arturo Moya Grau y con una adaptación de Antonio Monsell acerca de la vida de una prostituta que se enamora de un millonario.
Fue protagonizada por Lucía Méndez y Enrique Álvarez Félix, con las actuaciones antagónicas de José Alonso y María Teresa Rivas. Contó además con las actuaciones de María Rubio, Julissa, Armando Calvo, Liliana Abud, Salvador Pineda, María Sorté y Luis Bayardo.

## Argumento
Fernanda Redes, más conocida por todos como "Colorina", es una mujer muy bella que trabaja como prostituta en un cabaret junto a su amiga, Rita. Una noche, las dos mujeres son invitadas por Iván a pasar la noche a su casa con la promesa de un buen pago a cambio de su compañía. Iván resulta ser solamente un vulgar vividor que se mantiene a costa de su cuñado, Gustavo Adolfo Almazán, quien está casado con Alba, hermana de Iván, la cual está postrada en cama por una enfermedad terminal.
Las dos mujeres arman un escándalo cuando Iván no les paga y terminan despertando a doña Ana María de Almazán, señora de la casa y madre de Gustavo Adolfo, quien está obsesionada con tener un nieto que perpetúe el apellido de la familia. Para lograr su propósito, la mujer empieza a intrigar para que Gustavo Adolfo y Alba se divorcien, ya que Alba no puede darle el heredero que desea debido a su enfermedad. Primero le propone a Marcia, una antigua novia de su hijo, que intente reconquistarlo, pero Marcia es muy buena amiga de Alba y se niega rotundamente. 
Ante esa respuesta, Ana María vuelca su atención en la Colorina y provoca encuentros entre su hijo y ella con el propósito de que tengan una aventura que produzca el ansiado nieto, lo que finalmente consigue cuando los dos tienen una noche de pasión de la que ella resulta embarazada. Triunfante, la mujer acude al cabaret y le ofrece mucho dinero a Colorina a cambio de que les entregue el bebé que espera y renuncie a todos sus derechos sobre él. Al principio, Colorina tiene dudas, pero después considera que su hijo no tendrá ningún futuro en el cabaret, mientras que con los Almazán tendrá un verdadero hogar, así que decide sacrificarse y aceptar el trato. Ese mismo día, Colorina deja el cabaret y se muda a la mansión Almazán, donde se ve obligada a soportar las constantes intimidaciones y humillaciones de Ana María.
Cuando el niño nace, Ana María ordena que se lo quiten a Colorina y no le dejen verlo, pero una noche Ami, el ama de llaves de la mansión, se lo lleva a escondidas para que lo vea y Colorina se encariña con él. Por ello, la joven decide romper el trato y escapar con su hijo con ayuda de Ami y gracias a su amigo, Polidoro, y el cuñado de este, Toribio. Ambos trabajan de plomeros y se introducen en la mansión con el pretexto de arreglar un corte de agua provocado por Ami. Colorina esconde al niño en una gran maleta, supuestamente llena de explosivos, que trae Toribio y todos se lo llevan sin que nadie sospeche nada. Sólo cuando ya se han ido, la familia Almazán se da cuenta de que el niño ha desaparecido.
Mientras Ana María manda detectives al cabaret y a las cercanías, Colorina decide cambiar de aspecto, hacerse llamar por su verdadero nombre y huir lejos. Mientras tanto, Polidoro descubre que su mujer, Mirta, lo ha abandonado para irse con su amante y lo deja solo con sus dos hijos, así que el hombre le pide a Fernanda que se lleve a los niños; de este modo, los pequeños tendrán una madre y ella pasará desapercibida por el hecho de que buscan a una mujer con un único bebé.
Ami habla con Fernanda y le aconseja que huya a la ciudad de Hermosillo, donde vive una amiga suya, Adela, a la que ha pedido ayuda. Fernanda parte con los tres niños y en compañía de La Pingüica, vecina y gran amiga de Polidoro y Toribio y quien también ayuda a Fernanda escondiéndola en su casa. Ambas llegan a Hermosillo, donde Adela las recibe hospitalariamente, aunque al principio se sorprende al ver que Fernanda llega con tres niños y no con uno, como le dijo Ami. 
Adela es costurera y enseña su oficio a Fernanda, que se convierte en toda una experta. Gracias a este trabajo, Fernanda logra sacar adelante a sus tres hijos (José Miguel, Danilo y Armando), quienes han crecido y ahora se preparan para entrar en la universidad. Sus estudios los llevan a la capital, para lo que piden a Fernanda que los acompañe, pero ella se niega y los tres hermanos parten solos. 
Ya en la capital, los tres hermanos trazan un plan junto con Polidoro y Toribio, que consiste en pedirle una cantidad mensual de dinero a su madre para costear dos supuestas operaciones que necesita Toribio debido a una enfermedad. Fernanda comienza a sospechar que es todo mentira y decide ir a la capital, donde descubre que han utilizado todo el dinero para poner una exclusiva boutique como una forma de convencerla para que viniera a vivir con ellos. Fernanda se enoja al principio, pero al ver el buen trabajo que hicieron sus hijos por ella, los perdona y queda encantada con la nueva boutique. 
Mientras, Danilo conoce a una joven llamada Mónica e inician una relación amorosa. Mónica es hija de Marcia y de Norberto, quienes murieron en un trágico accidente aéreo cuando ella tenía dos años. Cuando quedó huérfana, fue acogida en la casa Almazán y criada por Gustavo Adolfo y Ami como una miembro más de la familia.
Gustavo Adolfo, quien enviudó hace ya mucho tiempo, se niega a volver a entablar otra relación amorosa, pero Ana María, que continúa obsesionada con tener descendencia, trae a la mansión a una atractiva literata, de nombre Cristina, supuestamente para ayudarle a trabajar en varios escritos; sin embargo, su verdadera intención es que ambos se enamoren, se casen y ella obtenga el nieto que tanto espera. 
No obstante, el noviazgo de Mónica y Danilo provoca el reencuentro de Fernanda y Gustavo Adolfo. Ninguno de los dos ha olvidado al otro, pero ella se niega a volver al pasado, mientras que él insiste y pretende ser feliz a costa de lo que sea. Mientras tanto, Fernanda conoce a Aníbal Gallardo y Rincón, un adinerado español y famoso polista que empieza a cortejarla y ella se deja querer como una manera de vengarse de Gustavo Adolfo por el rechazo que sufrió de este en el pasado. Al mismo tiempo, Ana María ya se ha enterado de que su hijo ha vuelto a buscar a Fernanda, a quien le guarda un profundo rencor por el rapto de su nieto; la mujer empieza a intrigar de nuevo para que no vuelvan a estar juntos, animando a Cristina a que lo conquiste por completo.
En uno de sus intentos por encontrar a su amiga Rita, Fernanda regresa al cabaret donde trabajaba, que ahora es propiedad de Iván, quien tiene a Rita trabajando como conserje. Fernanda se la lleva de allí y la convierte en empleada de su boutique. 
Tras varios meses, Fernanda se da cuenta de que no quiere ser infeliz de nuevo; por esto decide empezar de nuevo junto a Gustavo Adolfo aunque deban enfrentarse a Ana María, quien no quiere ver a su hijo con una ex-cabaretera y mucho menos con la que se burló de ella y que siempre se ha negado a decirle cuál de los tres hermanos es su nieto. Aunque Fernanda promete llevarse el secreto a la tumba, el regreso de Mirta complicará más las cosas y su propia vida.

## Elenco
- Lucía Méndez - Colorina / Fernanda Redes Paredes
- Enrique Álvarez Félix - Gustavo Adolfo Almazán y de la Vega
- María Teresa Rivas - Ana María de la Vega de Almazán
- Julissa - Rita
- José Alonso - Iván
- María Rubio - Ami
- Armando Calvo - Guillermo Almazán
- Fernando Larrañaga - Dr. Ulloa
- María Sorté - Mirta
- Luis Bayardo - Polidoro "Poli"
- Héctor Ortega - Toribio
- Liliana Abud - Alba de Almazán
- Elizabeth Dupeyrón - Marcia Valdés de Pedres
- Guillermo Capetillo - José Miguel Redes
- Juan Antonio Edwards - Armando Redes
- José Elías Moreno - Danilo Redes
- Roxana Saucedo - Mónica Pedres Valdés
- Salvador Pineda - Enrique
- Alberto Inzúa - Matías
- Alma Delfina - María Teresa "Pingüica"
- Elsa Cárdenas - Adela
- Yuri - Italia "Ita" Ferrari
- Alba Nydia Díaz - Liza Vicuña
- Arturo Lorca - Liborio
- Christian Bach - Peggy
- Eugenio Cobo - Lic. Germán Burgos
- Roberto Ballesteros - Julián Saldívar
- Patricia Ancira - Lupe
- Marina Dorell - Cristina
- Juan Luis Galiardo - Aníbal Gallardo y Rincón
- Alejandro Tommasi - Doménico
- Beatriz Aguirre - Iris
- Enrique Beraza - Emilio
- Debbie D'Green - Bailarina
- Alfredo García Márquez - Domingo
- Federico Falcón - Norberto Pedres
- Enrique Hidalgo - Dr. Marín
- Claudia O'Brien - Gabriela
- Ricardo Cortez - Pianista
- Enrique Gilabert - Detective
- Óscar Bonfiglio - Amigo de Enrique
- Marichu de Labra - Teresa
- Martha Resnikoff - Modista
- Carlos Pouliot - Amigo de Iván
- José Roberto Hill
- Macario Álvarez - Juez Registro Civil
- Rosa Elena Díaz - Jueza Registro Civil
- Enrique Muñoz
- Myrrah Saavedra - Empleada de la familia Almazán

## Equipo de producción
- Original de: Arturo Moya Grau
- Adaptación de: Antonio Monsell, Vivian Pestalozzi
- Situaciones sinópticas: Claudia O'Brien
- Tema original: Colorina
- Autor e intérprete: Camilo Sesto
- Escenografía: Rogelio Neri
- Diseño de vestuario de Lucía Méndez: Manuel Méndez
- Musicalización: Javier Ortega
- Iluminación: Jesús Raya Lara
- Editores: Manuel Ruiz Esparza, Alejandro Frutos
- Jefe de producción: Angelli Nesma Medina
- Coordinador de producción: Eugenio Cobo
- Director de cámaras: Noé Alcántara
- Dirección: Dimitrios Sarrás
- Productor: Valentín Pimstein

## Versiones
- "Colorina" es una versión de la telenovela de origen chileno La Colorina, producida en 1977 por TVN y protagonizada por Liliana Ross, Violeta Vidaurre y Patricio Achurra.
- En el año 1993 se realizó en Argentina otra versión de esta historia titulado Apasionada, protagonizado por Susú Pecoraro y Darío Grandinetti.
- Televisa realizó en México en el año 2001 otra adaptación de esta telenovela de la mano de Juan Osorio llamada Salomé protagonizada por Edith González y Guy Ecker.
- Colorina, producida en 2017 por Michelle Alexander para América Televisión, protagonizada por Magdyel Ugaz y David Villanueva.